# Staatsanwaltschaft (Litauen)

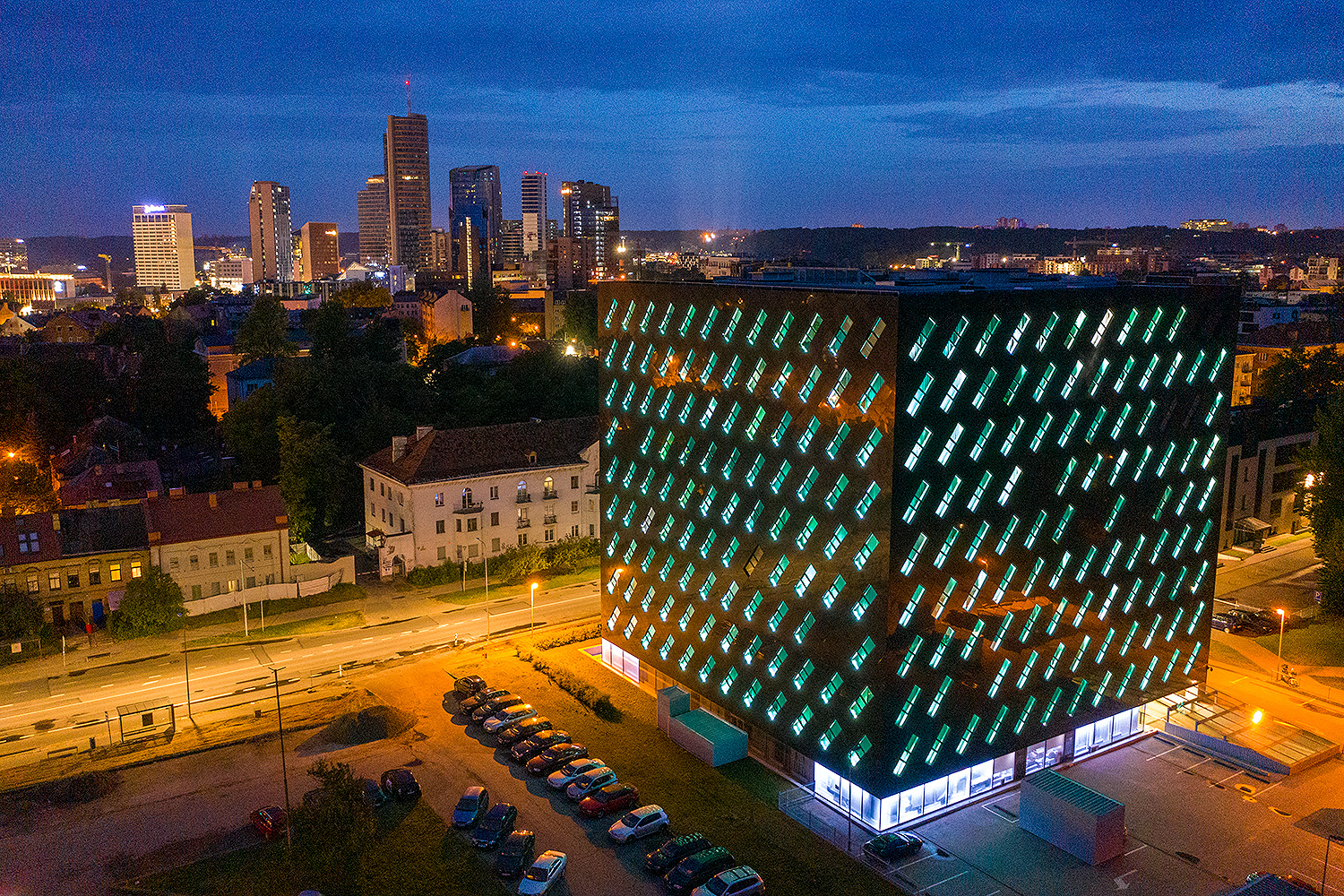
Generalstaatswaltschaft der Republik Litauen (Rinktinės-Straße) in Žirmūnai

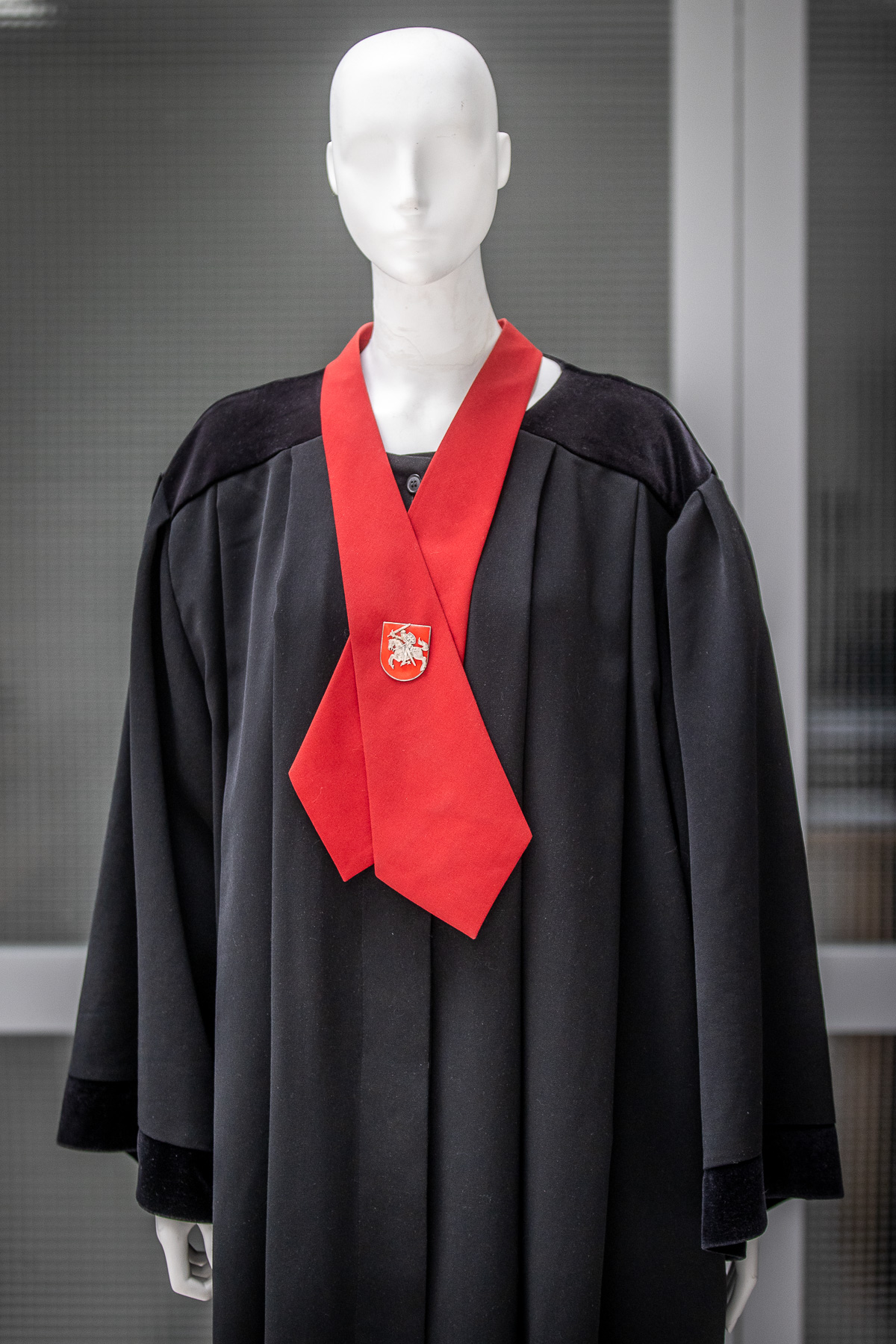
Tracht eines litauischen Staatsanwalts

Die Staatsanwaltschaft (litauisch: prokuratūra) ist die Behörde in Litauen, die für die Strafverfolgung und -vollstreckung zuständig ist und als solche ein Teil der Rechtspflege ist.

## Ermittlungsverfahren
Die derzeitige Form des Ermittlungsverfahrens der Staatsanwaltschaften ist in der im Mai 2003 in Kraft getretenen Strafprozessordnung Litauens festgelegt, die die bisherige sowjetische Strafprozessordnung ablöste. Es handelt sich um ein einstufiges Verfahren, das gemäß Artikel 118 der litauischen Verfassung in der Verantwortung der jeweiligen Staatsanwaltschaft liegt. Die Staatsanwälte sind in ihrer Arbeit nicht unabhängig, sondern unterliegen den Weisungen der jeweils übergeordneten Stelle. Die Staatsanwälte bedienen sich bei den Ermittlungen üblicherweise der Polizei.

## Organisation
Die Staatsanwaltschaft in Litauen ist in drei Organisationsstufen aufgebaut: Auf nationaler Ebene besteht die Generalstaatsanwaltschaft der Litauischen Republik (lit. Lietuvos Respublikos generalinė prokuratūra). Darunter bestehen Bezirksstaatsanwaltschaften (lit. Apygardos Prokuratūra), denen wiederum Amtsstaatsanwaltschaften (lit. Apylinkes Prokuratūra) zugeordnet sind.

### Bezirksebene
Auf Bezirksebene bestehen 5 Bezirksstaatsanwaltschaften:
- Bezirksstaatsanwaltschaft Vilnius
- Bezirksstaatsanwaltschaft Kaunas
- Bezirksstaatsanwaltschaft Klaipėda
- Bezirksstaatsanwaltschaft Šiauliai
- Bezirksstaatsanwaltschaft Panevėžys

#### Bezirksstaatsanwaltschaft Kaunas
Der Bezirksstaatsanwaltschaft Kaunas sind folgende Amtsstaatsanwaltschaften nachgeordnet: Die Amtsstaatsanwaltschaften der Stadt Kaunas und der Rajons Alytus, Rajon Jonava, Rajon Jurbarkas, Rajon Kaišiadorys, Rajon Kaunas, Rajon Lazdijai, Rajon Marijampolė, Rajon Prienai, Rajon Šakiai und Rajon Vilkaviškis.
Oberstaatsanwalt ist Kęstutis Betingis, Stellvertreter des Oberstaatsanwalts sind Viktoras Biriukovas, Vladimir Kakoškin und Nerijus Marcinkevičius.

#### Bezirksstaatsanwaltschaft Vilnius
Der Bezirksstaatsanwaltschaft Kaunas sind folgende Amtsstaatsanwaltschaften nachgeordnet: Die Amtsstaatsanwaltschaften Stadt Vilnius, Stadt Druskininkai, Rajon Ignalina, Rajon Molėtai, Rajon Šalčininkai, Rajon Širvintos, Švenčionys, Trakai, Ukmergė, Varėna, der Stadt Visaginas, Rajon Vilnius und Rajon Zarasai.
Oberstaatsanwalt ist Ramutis Jancevičius, deren Stellvertreter sind Irmantas Mikelionis,  Brunonas Maculevičius und Anatolijus Koržovas.

#### Aufbauorganisation
- Erste Abteilung für Organisation der Ermittlung sehr schwerer Verbrechen
- Zweite Abteilung für Organisation der Ermittlung sehr schwerer Verbrechen
- Abteilung für Appellation
- Abteilung für Zivilsachen
- Kanzlei
- Abteilung für Ermittlung der organisierten Kriminalität und Korruption
- Abteilung für Verwaltungskontrolle und Analyse
- Abteilung für Finanzen und Rechnungswesen
- Wirtschaftsabteilung